# Arrondissement de Mons
Arrondissement de Mons är ett arrondissement i Belgien. Det ligger i provinsen Hainaut och regionen Vallonien, i den centrala delen av landet, 60 kilometer sydväst om huvudstaden Bryssel. Antalet invånare är 257 991. Arean är 584 kvadratkilometer.
Terrängen i Arrondissement de Mons är huvudsakligen platt.
Trakten runt Arrondissement de Mons består till största delen av jordbruksmark. Runt Arrondissement de Mons är det ganska tätbefolkat, med 116 invånare per kvadratkilometer.

## Kommuner
Följande kommuner ingår i arrondissementet;

- Boussu
- Colfontaine
- Dour
- Frameries
- Hensies
- Honnelles
- Jurbise
- Lens
- Mons
- Quaregnon
- Quévy
- Quiévrain
- Saint-Ghislain